# Soumračník čárečkovaný
Soumračník čárečkovaný (Thymelicus lineola, Ochsenheimer, 1808) je druh menšího denního motýla z čeledi soumračníkovitých (Hesperidae). Jeho přední křídlo dorůstá délky 13 - 15 mm.

## Výskyt
Rozšířen od severozápadní Afriky, přes celou Evropu a Asii s výjimkou vysokohorských oblastí, až po Amur.
V České republice je všeobecně rozšířený, je to nejběžnější člen čeledi soumračníkovitých. Jeho typickým biotopem jsou louky všech druhů, polní cesty i lesní paseky. Podobné druhy, se kterými je zaměnitelný, jsou soumračník metlicový a soumračník žlutoskvrnný.

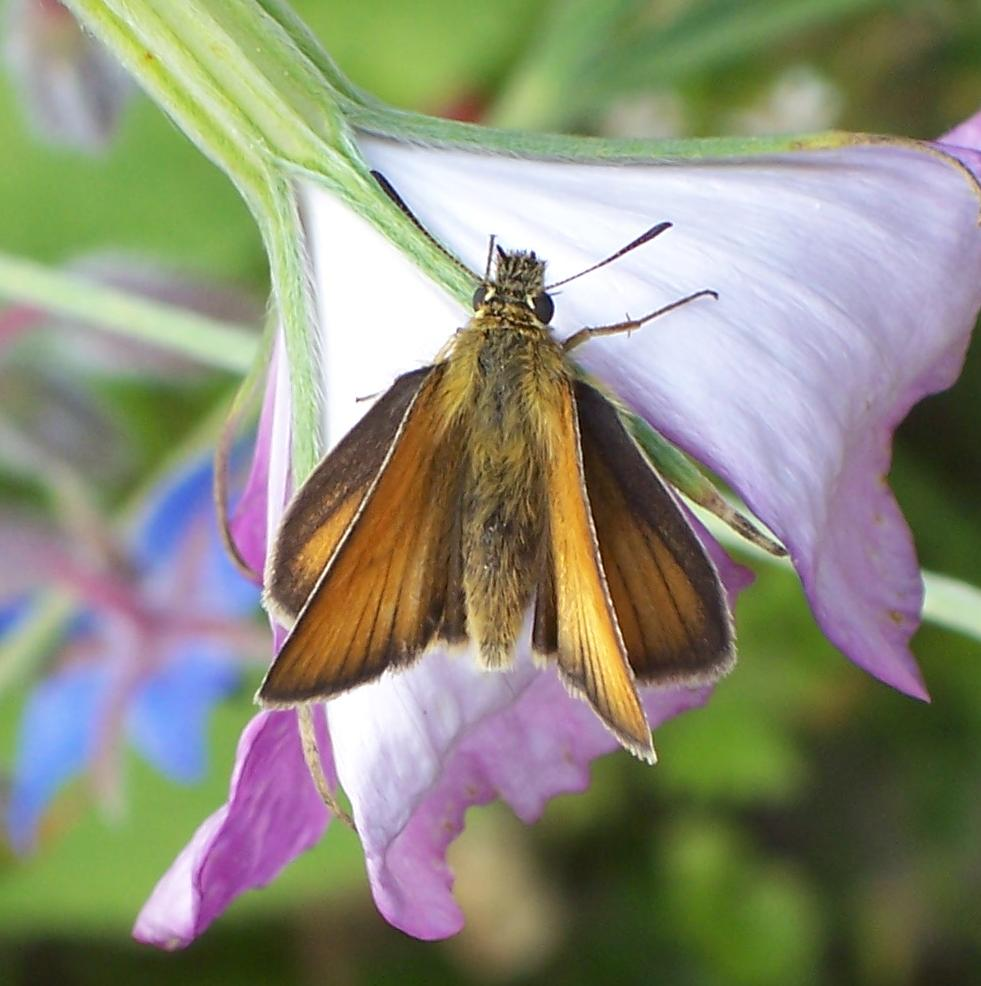
Soumračník čárečkovaný

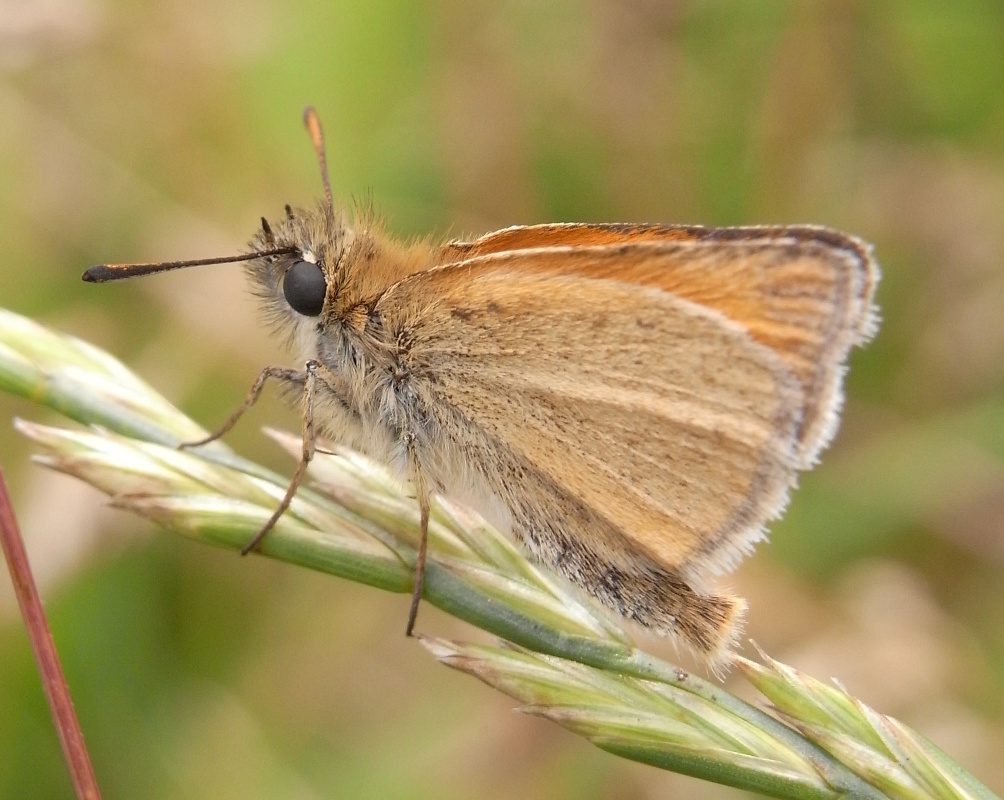
Soumračník čárečkovaný

## Chování a vývoj
Živnou rostlinou soumračníka čárečkovaného jsou různé druhy trav, jako srhy, válečky či bojínek luční. Motýl je jednogenerační, samice klade vajíčka v malých skupinkách na listy živné rostliny. Vyvinuté larvy zůstávají ve vajíčkách, ve kterých přezimují. Po vylíhnutí si larva vytvoří úkryt ve tvaru trubice smotáním listu živné rostliny. Z tohoto úkrytu vychází pouze za potravou, a také se v tomto úkrytu kuklí.
Samci jsou výrazně teritoriálního charakteru - vyčkávají na stéblech či jiných vyvýšených bodech a vyhánějí ze svého území jiné samce. 

## Ochrana a ohrožení
V České republice je hojně rozšířený a nepatří mezi ohrožené druhy.